# Centro histórico de Cajamarca

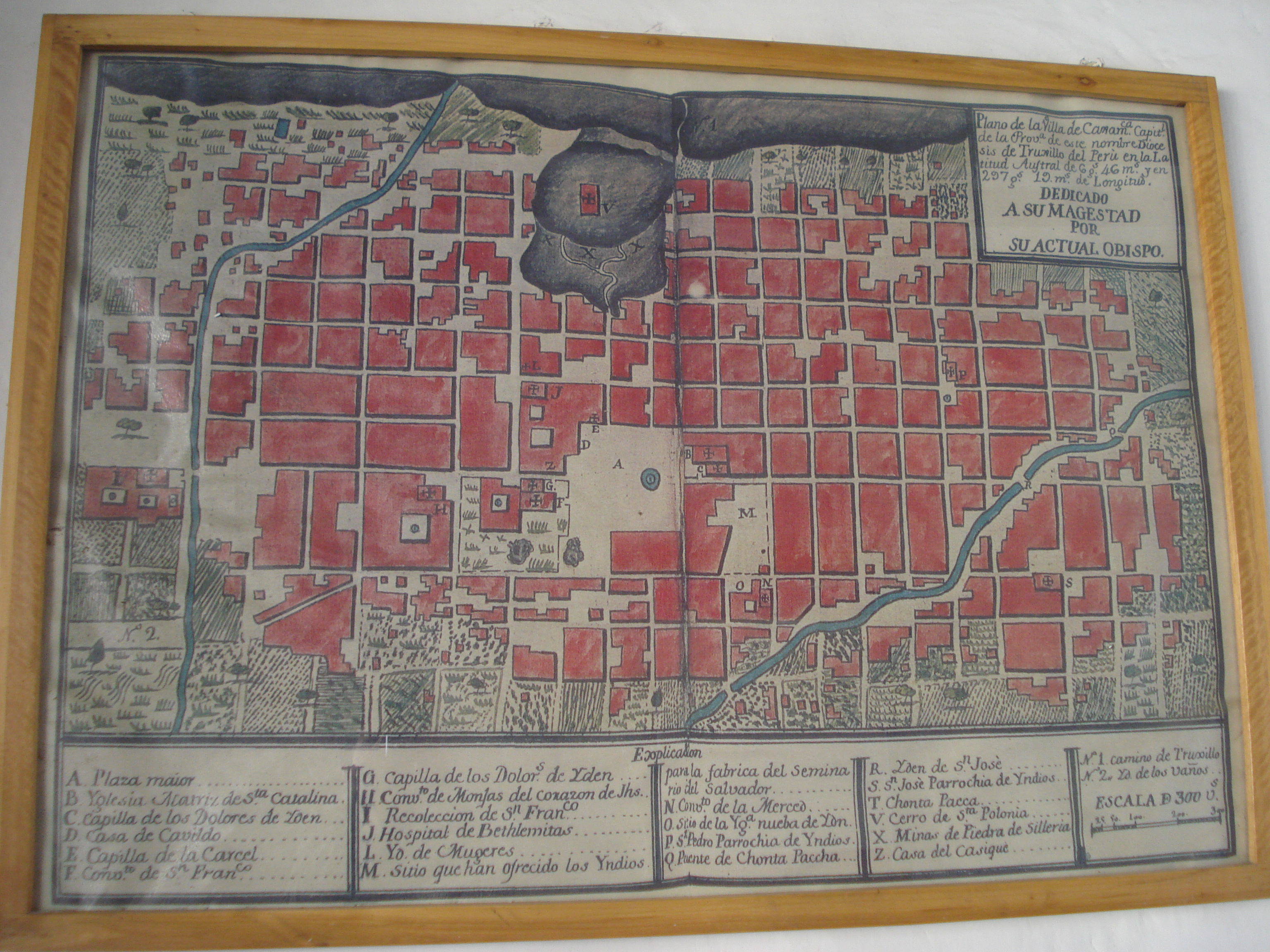
Plano de Cajamarca, durante el Virreinato del Perú.

El centro histórico de Cajamarca es el núcleo fundacional de la ciudad de Cajamarca. En 1986 la Organización de Estados Americanos declaró a Cajamarca, "patrimonio histórico y cultural de las Américas". Asimismo, se encuentra en una lista oficial para ser declarado el centro histórico Patrimonio de la Humanidad de la UNESCO. 
Los lugares más importantes para visitar en los alrededores de esta bella ciudad son la Plaza de Armas, la Iglesia Santa Catalina (La Catedral), la Iglesia San Francisco, la Iglesia Belén, el Cuarto del Rescate, la Iglesia La Recoleta, el Convento de las Concepcionistas Descalzas, la Capilla Virgen de Fátima, el Cerro Santa Apolonia, etc.

## Plaza de Armas
Es una de las plazas más grandes del país y fue escenario de la caída del Imperio Incaico. Aquí se destaca una gran pileta de piedra labrada que data de los primeros años del siglo XVIII, colocada en el mismo lugar donde fue ejecutado el inca Atahualpa. A su alrededor encontramos La Catedral, la Iglesia de San Francisco, la  EX Municipalidad y hermosas casonas de construcciones coloniales, que hacen de esta ciudad la de mayor influencia española que cualquier otra ciudad del Perú.

## Catedral
Llamada también Iglesia Matriz Santa Catalina. Fue La Real Cédula del 26 de diciembre de 1665 que ordenó establecer una parroquia de españoles en esta ciudad, edificándose en la antigua Casa de Justicia. En 1682 el templo de Santa Catalina sería elevado a la categoría de Catedral. 
Luce una hermosa fachada de piedra labrada de origen volcánico correspondiente al plateresco. Combinando armoniosamente columnas, cornisas y hornacinas, todas finamente talladas, es una de las muestras más destacadas del estilo barroco peruano.  Tiene cinco campanas distribuidas por torres laterales que están a medio construir. En su interior son de gran atracción las naves con imágenes de la Virgen del Carmen, Santa Rosa de Lima y San Martín de Porres, destacándose el altar mayor y el púlpito policromado, tallados en madera y recubiertos en totalmente con pan de oro, encontrándose también muebles y pinturas muy valiosas.

## Iglesia San Francisco
Llamada inicialmente San Antonio, esta iglesia es de la orden franciscana. Es uno de los primeros templos construidos por los españoles y se ubica frente a la Plaza de Armas. 
Construida en el año 1699 con piedras labradas y con piedras del cerro Santa Apolonia, su estilo es barroco plateresco y su hermosa fachada es de piedra tallada. Se destaca en su interior los altares con bellas imágenes. En 1952 descubrieron bajo el altar mayor, unas catacumbas en los cuales yacían los restos de miembros de la orden franciscana y de la nobleza indígena. Cuenta con un convento, con el Museo de Arte Religioso y con el Santuario de la Virgen Dolorosa, la imagen más venerada del pueblo. 

### Capilla Virgen de los Dolores
Está ubicada en el lado derecho de la Iglesia San Francisco, fue construida en honor a la Virgen de los Dolores, patrona de la ciudad. En esta capilla se destacan los tallados barrocos, los tallados en una sola piedra en alto relieve con escenas de la Última Cena, el Lavado de los Pies, las Catacumbas que se ubican en el altar mayor de la iglesia y la sillería del coro tallada en madera.

## Complejo Belén

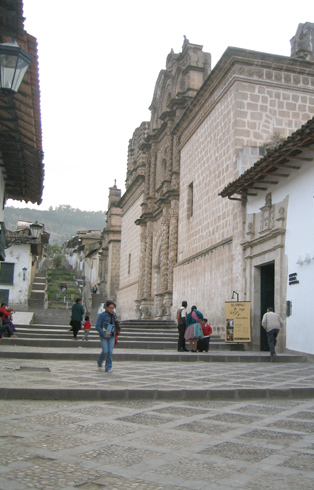
Camino al Complejo Belén

Construida en el siglo XVIII, se ubica a una cuadra de la Plaza de Armas. Es el templo de estilo barroco más bello de la ciudad y quizá de todo el país, se caracteriza por su bella fachada cuidadosamente tallada en piedra con arcos, por sus columnas, bóvedas, estatuas y por las torres inconclusas. Se destaca en el interior sus tallados policromados y su cúpula tallada toda en piedra. 
Conjunto arquitectónico que comprende la iglesia, el Museo Médico (ex Hospital de varones) y Museo Arqueológico y Etnográfico (ex Hospital de Mujeres), ubicados a cada lado del templo, en su tiempo fueron los únicos hospitales de la zona hasta la construcción del Hospital Regional en los años 40. Hoy en día todo el conjunto es local de la sucursal del Instituto Nacional de Cultura en Cajamarca (INC).

### Iglesia Belén
Está iglesia se construyó con el aporte del corregidor Francisco de Espinoza. Los trabajos estuvieron dirigidos por el maestro José de Morales, quien terminó la iglesia en 1744. La fachada, está trabajada a modo de retablo, al igual que las otras iglesias de Cajamarca. Consta de 3 cuerpos y tiene hornacinas con diferentes esculturas. En la parte más alta, sobre una cornisa ondulada se pueden observar tres esculturas que representan las tres virtudes teologales: 
- la fe, al centro, vendada (fe ciega) y con un cáliz en la mano
- la esperanza,  en la izquierda, con su símbolo el ancla
- la caridad, a la derecha con un niño en los brazos.

Esto significa que había que llegar aquí con fe y esperanza para recibir caridad.
A la entrada se ubica una pequeña capilla que actualmente lleva la imagen de Santa Bárbara, inicialmente estuvo dedicada a San Sebastián; en el altar se encuentra un cofre con algunos restos de óseos y reliquias de san Sebastián III, traídos por Fray Rodrigo de la Cruz, fundador del hospital. En el interior destaca la decoración con diseños de rombos, así como la decoración policromada que tiene en las pechinas. Aquí se observan ángeles que con las manos levantadas parecen sostener el tambor de la cúpula.
El altar mayor es relativamente moderno, de estilo neoclásico, de mediados del siglo XIX, el original no ha sobrevivido al tiempo. Hacia 1960, las paredes fueron despintadas, perdiéndose así los colores barrocos.

### Hospital de Varones
Fue construido en el siglo XVIII. Su planta tiene la forma de T latina. Las habitaciones de este hospital son muy estrechas y tiene la forma de covachas que actualmente lucen cerradas con vidrios transparentes. A la entrada se puede ver una recreación de la posición de los pacientes, todos miraban hacia el altar, la finalidad fue que pudiesen seguir la celebración de la misa.
En el altar, que aún conserva parte de sus murales se ubica la imagen de Nuestra Señora de la Piedad. En las pechinas se representan ángeles con cuatro alas, dos alas elevan al ángel y las otras dos recogen el alma del moribundo. A la mano derecha de la entrada, en los ambientes que funcionaron como cocina, panadería y despensas se ubica una pinacoteca, dedicada al pintor cajamarquino Andrés Zevallos.

### Hospital de Mujeres
Se construyó entre 1764 a 1767, la espadaña es del siglo XIX. Su portada barroca tiene una decoración muy particular, destacando la que representa a mujeres provistas de cuatro senos, probablemente esto haya sido como un símbolo de la fertilidad. Al igual que el hospital de hombres, los cubículos se ubican a cada lado de la sala, la misma que está cubierta con una bóveda de cañón. Dentro de este recinto se ha organizado un museo arqueológico donde se exhiben piezas de cerámica, textiles y otros restos arqueológicos de la zona de Cajamarca.

## Cuarto Del Rescate
Ubicada cerca de la Plaza de Armas, es el único vestigio notable que subsiste de arquitectura Inca en la ciudad y símbolo de la fusión entre dos culturas, la inca y la española; la primera cuyo significado de los objetos de valor eran representados por el tiempo que determinadas personas habían dedicado en concluir; y la segunda, que se deslumbró por los metales preciosos (especialmente, el oro y la plata) que encontró en ese imperio. 
Construida en piedra con muros ligeramente inclinados para dar la forma trapezoidal característica de las construcciones incas. Capturado el emperador inca Atahualpa por los españoles, ofreció a Francisco Pizarro y sus hombres, llenar el cuarto hasta donde alcanzara su mano con oro una vez y con plata y piedras preciosas dos veces a cambio de su libertad, consagrándose como el rescate más elevado de la historia.

## Cerro Santa Apolonia
Antiguamente llamado en quechua Rumi Tiana (asiento de piedra), es un estupendo mirador natural que domina la ciudad y el valle de Cajamarca. Encontrando allí la Silla del Inca vestigio de construcción prehispánica formada por un bloque de piedra que sale del propio cerro y que fue tallado cuidadosamente. Destaca entre las escalinatas de piedra de unos 300 peldaños y jardines, una pequeña capilla blanca dedicada a la Virgen de Fátima, que es lo más llamativo del lugar, pudiendo observarla desde la Plaza de Armas. La forma de llegar a la cima es subiendo por las escaleras o también puede ser en auto.

## Iglesia la Recoleta
La Iglesia la recoleta se encuentra ubicada en la intersección de la Avenida de Los Héroes con la Avenida El Maestro en el barrio de San Sebastián. Fue edificada en el siglo XVIII, la fachada de la Iglesia de la Recoleta es sobria tallada en piedra y remarcada por esbeltas espadañas en triple arco.
En la actualidad en esta Iglesia funciona el Colegio San Ramón y el Jardín de Niños Santa Teresita y la antigua Escuelita de Mujeres Belén. Se cuenta que, durante la invasión chilena a la ciudad de Cajamarca, los soldados trataron de ingresar a esta iglesia para saquearla, en ese mismo momento ocurrió un terremoto. Ese terremoto hizo que los chilenos salieran huyendo, salvándose las reliquias religiosas allí existentes.

## Casonas de Cajamarca
Hermosas casonas construidas en adobe y sus techos cubiertos de tejas, con portadas hechas de piedra tallada y con amplios pasadizos que conducen a un patio principal con bellos y coloridos jardines dispersos por todo el centro histórico de la ciudad.